# Фудзисато
Фудзисато (яп. 藤里町 Фудзисато-мати) — посёлок в Японии, находящийся в уезде Ямамото префектуры Акита. Площадь посёлка составляет 281,98 км², население — 3514 человек (1 августа 2014), плотность населения — 12,46 чел./км².

## Географическое положение
Посёлок расположен на острове Хонсю в префектуре Акита региона Тохоку. С ним граничат города Носиро, Одатэ, Китаакита, посёлки Хаппо, Адзигасава и село Нисимея.

## Население
Население посёлка составляет 3514 человек (1 августа 2014), а плотность — 12,46 чел./км². Изменение численности населения с 1980 по 2005 годы:
| 1980 | 5837 чел. |  |
| 1985 | 5616 чел. |  |
| 1990 | 5291 чел. |  |
| 1995 | 5024 чел. |  |
| 2000 | 4708 чел. |  |
| 2005 | 4348 чел. |  |